# Mariusz Lewandowski
Mariusz Michał Lewandowski (ur. 18 maja 1979 w Legnicy) – polski piłkarz, występujący na pozycji środkowego obrońcy lub defensywnego pomocnika.
Karierę piłkarską zaczynał w Zagłębiu Lubin. W 2000 trafił do Dyskobolii Grodzisk Wielkopolski. Rok później został zawodnikiem Szachtara Donieck, z którym zdobył Puchar UEFA, pięciokrotnie sięgnął po Mistrzostwo Ukrainy, trzykrotnie po Puchar Ukrainy i dwukrotnie po Superpuchar Ukrainy. W latach 2010–2013 reprezentował barwy PFK Sewastopol. Był pierwszym polskim piłkarzem, który grał w lidze ukraińskiej. W 2014 zakończył karierę piłkarską.
Występował w seniorskiej reprezentacji Polski w latach 2002 – 2013, rozgrywając 66 meczów i strzelając 5 bramek. Uczestnik Mistrzostw Świata 2006 oraz Mistrzostw Europy 2008. Najlepszy Piłkarz Roku 2009 w plebiscycie Tygodnika Piłka Nożna. Członek Klubu Wybitnego Reprezentanta.
W latach 2017–2018 był trenerem Zagłębia Lubin, w latach 2020–2021 Bruk-Betu Termalica Nieciecza, w latach 2022–2023 Radomiaka Radom, od 2023 ponownie w Niecieczy.

## Kariera klubowa

### Zagłębie Lubin
W wieku 9 lat rozpoczął treningi w klubie Zagłębie Lubin, a następnie trenował w młodzieżowej drużynie, którą prowadził jego ojciec. W wieku 18 lat awansował do kadry pierwszego zespołu, grającego w ekstraklasie i prowadzonego przez trenera Mirosława Dragana. 15 marca 1997 zadebiutował w ekstraklasie w przegranym 1:2 meczu z Legią Warszawa, gdy w 46. minucie zmienił Pawła Piotrowskiego. Był to jego jedyny pierwszoligowy mecz w tamtym sezonie. Z czasem kierownictwo klubu chciało wypożyczyć go do Chrobrego Głogów lub Miedzi Legnica, jednak na transfer nie zgodził się ojciec zawodnika.
W sezonie 1997/1998 Lewandowski rozegrał 11 spotkań w polskiej lidze, głównie jako dubler Piotra Przerywacza i Radosława Kałużnego. W kolejnym sezonie zagrał w 21 ligowych spotkaniach, a rundę jesienną sezonu 1999/2000 także rozpoczął w Zagłębiu. Rozegrał 3 spotkania, a w październikowym pojedynku z Polonią Warszawa (1:1) strzelił samobójczą bramkę. Ogółem przez 3,5 roku gry w Zagłębiu rozegrał 37 spotkań w polskiej lidze.

### Dyskobolia
W przerwie zimowej sezonu 1999/2000 Lewandowski przeszedł do Dyskobolii Grodzisk Wielkopolski, którego trenerem był wówczas Janusz Białek. 5 marca 2000 Lewandowski zadebiutował w barwach Dyskobolii w przegranym 0:1 wyjazdowym meczu z Pogonią Szczecin. 10 dni później otrzymał pierwszą czerwoną kartkę w polskiej lidze, w meczu z Polonią Warszawa (0:1). Przez rundę wiosenną Białek wystawiał Lewandowskiego w pierwszym składzie Dyskobolii, a piłkarz występował na środku obrony w parze z Igorem Koziołem. W tamtym sezonie rozegrał 14 spotkań dla klubu z Grodziska Wielkopolskiego.
W sezonie 2000/2001 Lewandowski również był podstawowym zawodnikiem Dyskobolii i także grał w obronie z Koziołem. 11 listopada 2000 zdobył pierwszego gola w ekstraklasie (z rzutu karnego), w zremisowanym 1:1 meczu ze Śląskiem Wrocław. W 27. kolejce ligowej w meczu ze Stomilem Olsztyn (1:0) strzelił drugiego gola podczas rozgrywek 2000/2001, a łącznie w sezonie rozegrał 26 spotkań (wszystkie w pełnym wymiarze czasowym).

### Szachtar Donieck
Latem 2000 Lewandowski przebywał na wakacjach w Międzyzdrojach, gdy jego menedżer, Włodzimierz Lubański, zadzwonił w celu ustalenia transferu do ukraińskiego Szachtara Donieck. Lewandowski podpisał kontrakt z tym klubem, stając się pierwszym polskim piłkarzem w historii ligi ukraińskiej. Otrzymał koszulkę z numerem 18. W zespole Szachtara, prowadzonym przez trenera Wiktora Prokopenkę, zadebiutował 20 lipca 2001 w wygranym 1:0 domowym spotkaniu z Polihraftechniką Oleksandria. Pierwszego gola na Ukrainie Polak zdobył 12 maja 2002 w wygranym 2:0 meczu z Metałurhiem Mariupol. W Szachtarze rozegrał 11 spotkań w sezonie 2001/2002 i głównie był rezerwowym. W przerwie zimowej do Lewandowskiego dołączył rodak i partner z Dyskobolii z sezonu 2000/2001, Wojciech Kowalewski, bramkarz Legii Warszawa. Obaj zostali mistrzami Ukrainy (był to pierwszy tytuł mistrzowski w historii Szachtara), a także zdobyli Puchar Ukrainy (w wygranym 3:2 finale z Dynamem Kijów Lewandowski rozegrał 120 minut).
Jesienią 2002 Lewandowski zadebiutował w europejskich pucharach. Jako rezerwowy wystąpił w dwóch meczach eliminacji do Ligi Mistrzów z Club Brugge (1:1, 1:1 k. 1:4). W lidze był jednak podstawowym zawodnikiem, rozgrywając 24 mecze i zdobywając 4 gole: z Tawriją Symferopol (5:2), z Obołoniem Kijów (1:0), ponownie z Tawriją (3:3) i Arsenałem Kijów (3:0). Został wicemistrzem kraju i znów wystąpił w finale krajowego pucharu, tym razem przegranym 1:2 z Dynamem Kijów.
W sezonie 2003/2004 mistrzostwo Ukrainy drugi raz z rzędu zdobyło kijowskie Dynamo, a Szachtar z Lewandowskim w składzie ponownie był drugi w lidze. Lewandowski wystąpił w 27 spotkaniach, strzelając 5 bramek w Wyszczej Lidze: z Worskłą Połtawa (4:0), Wołynią Łuck (3:1), derbach Doniecka z Metałurhiem (2:0), Dynamem Kijów (2:4) i Zirką Kirowohrad (3:0). 30 maja 2004 zdobył z Szachtarem drugi Puchar Ukrainy (wystąpił w wygranym 2:0 finale z FK Dnipro). 10 lipca 2004 w Odessie Szachtar z Lewandowskim w składzie wystąpił w Superpucharze Ukrainy z Dynamem. Polak zdobył gola, w serii rzutów karnych wykorzystał swoją „jedenastkę”, jednak Szachtar uległ w niej 5:6.
Jesienią 2004 Lewandowski awansował z Szachtarem do fazy grupowej Ligi Mistrzów, a następnie wystąpił także w Pucharze UEFA. W rozgrywkach ligowych Szachtar odzyskał mistrzostwo kraju po trzech latach, a Lewandowski zdobył dwie bramki: z Dynamem (2:0) oraz z Arsenałem Kijów (1:1). 29 maja 2005 polski gracz wystąpił przez 90 minut finału Pucharu Ukrainy z Dynamem. Szachtar przegrał 0:1, a Lewandowski nie strzelił rzutu karnego – jego strzał obronił bramkarz Dynama, Ołeksandr Szowkowski.
W sezonie 2005/2006 Lewandowski strzelił 1 bramkę w lidze, z Tawriją Symferopol (1:1). Na koniec sezonu Szachtar i Dynamo miały na koncie po 75 punktów i do rozstrzygnięcia mistrzostwa potrzebny był dodatkowy mecz. W nim Szachtar wygrał 2:1 (91 minut Lewandowskiego) i został mistrzem kraju. W sezonie 2006/2007 Lewandowski nie zdobył z Szachtarem żadnego trofeum. Został wicemistrzem kraju i wystąpił w przegranym 1:2 finale ukraińskiego pucharu z Dynamem. Strzelił 4 gole w lidze: z Tawriją (3:0), z Karpatami Lwów (4:1), Tawriją (3:1) i z Dynamem (2:2).
W sezonie 2007/2008 Lewandowski nie zawsze występował w podstawowym składzie i w lidze ukraińskiej rozegrał 18 spotkań. Zdobył w nich jedną bramkę, w zwycięskim meczu 3:0 z Naftowykiem-Ukrnafta Ochtyrka. Szachtar czwarty raz w swojej historii został mistrzem kraju, a następnie zdobywał kolejno Puchar Ukrainy (Polak nie wystąpił w wygranym 2:0 finale z Dynamem Kijów) i Superpuchar Ukrainy. Latem 2008 kupnem Lewandowskiego były zainteresowane Celtic F.C., Everton F.C., Fulham F.C. i FC Nantes, jednak zawodnik zdecydował się pozostać w Szachtarze, głównie ze względu na możliwość występów w Lidze Mistrzów. W sezonie 2008/2009 Lewandowski z Szachtarem zajął 2. miejsce w lidze. W maju dotarł z drużyną do półfinału ostatniej w historii edycji Pucharu UEFA. W 1/2 piłkarze z Doniecka zmierzyli się z Dynamem Kijów i po pierwszym spotkaniu, zremisowanym 1:1, kibice Dynama zaatakowali kamieniami autobus z piłkarzami Szachtara. Jeden z kamieni trafił w szybę na wysokości siedzenia Lewandowskiego, jednak Polak nie odniósł żadnych obrażeń. 20 maja 2009 Lewandowski zagrał w pierwszym składzie w finale Pucharu UEFA z Werderem Brema. Wystąpił przez pełne 120 minut, a Szachtar wygrał 2:1 po dogrywce (zostali tym samym ostatnimi triumfatorami Pucharu UEFA, gdyż od sezonu 2009/2010 został on przemianowany na Ligę Europy UEFA). Zawodnik stał się tym samym czwartym polskim piłkarzem po Andrzeju Buncolu, Tomaszu Rząsie i Euzebiuszu Smolarku, który sięgnął po to trofeum. Za triumf w Pucharze UEFA Lewandowski otrzymał od prezesa Szachtara Rinata Achmetowa premię w wysokości 400 tysięcy euro. W związku z tym osiągnięciem otrzymał tytuł Zasłużonego Mistrza Sportu Ukrainy oraz został odznaczony ukraińskim Orderem „Za odwagę”. Został wybrany do jedenastki wszech czasów Szachtara w głosowaniu kibiców. W sezonie 2009/2010, ze względu na wzmocnienia składu zespołu, nie zawsze dostawał szansę gry od trenera Mircei Lucescu. W tym czasie zagrał w lidze ukraińskiej 14 razy, strzelając 2 gole.

### PFK Sewastopol
27 lipca 2010 Lewandowski podpisał trzyletni kontrakt z beniaminkiem ligi PFK Sewastopol. W sezonie 2010/2011 był podstawowym zawodnikiem zespołu, grając 25 meczów w pełnym wymiarze czasu i strzelając 6 goli. W następnym okresie rozgrywkowym PFK Sewastopol spadł do niższej ligi. W tym czasie Lewandowski rozegrał tylko siedem spotkań z powodu naderwania więzadeł krzyżowych. W sezonie 2012/2013, w którym zagrał 28 meczów i zdobył 4 gole, awansował z klubem do ukraińskiej ekstraklasy. Przez pewien czas pełnił funkcję kapitana zespołu. Zanim 27 listopada 2013 opuścił sewastopolski klub, wystąpił w 16 meczach i strzelił 2 bramki.

### Koniec kariery piłkarskiej
Mariusz Lewandowski zakończył karierę piłkarską w 2014, choć nie ogłosił oficjalnie tej decyzji. W 2017 otrzymał trenerską licencję UEFA Pro.

## Kariera trenerska
28 listopada 2017 Lewandowski objął stanowisko trenera Zagłębia Lubin, zastępując na nim zwolnionego dzień wcześniej Piotra Stokowca. W wyniku słabych wyników zespołu w rundzie jesiennej sezonu 2018/2019 i Pucharze Polski Zagłębie Lubin zwolniło Lewandowskiego 29 października 2018 z funkcji trenera. 8 stycznia 2020 objął posadę szkoleniowca I ligowego Bruk-Betu Termaliki Nieciecza, którą pełnił do 13 grudnia 2021. Od 25 kwietnia 2022 do 16 kwietnia 2023 prowadził Radomiaka Radom w Ekstraklasie. 16 czerwca 2023, po niecałych trzech i pół roku od ostatniego podejścia, wrócił do Bruk-Betu Termaliki Nieciecza.

## Statystyki
| Klub             | Sezon     | Liga  | Liga | Puchary krajowe | Puchary krajowe | Puchary europejskie | Puchary europejskie | Łącznie | Łącznie |
| Klub             | Sezon     | Mecze | Gole | Mecze           | Gole            | Mecze               | Gole                | Mecze   | Gole    |
| ---------------- | --------- | ----- | ---- | --------------- | --------------- | ------------------- | ------------------- | ------- | ------- |
| Zagłębie Lubin   | 1996/1997 | 1     | 0    | 0               | 0               | 0                   | 0                   | 1       | 0       |
| Zagłębie Lubin   | 1997/1998 | 11    | 0    | 0               | 0               | –                   | –                   | 11      | 0       |
| Zagłębie Lubin   | 1998/1999 | 21    | 0    | 1               | 0               | –                   | –                   | 22      | 0       |
| Zagłębie Lubin   | 1999/2000 | 3     | 0    | 1               | 0               | –                   | –                   | 4       | 0       |
| Zagłębie Lubin   | Łącznie   | 36    | 0    | 2               | 0               | 0                   | 0                   | 38      | 0       |
| Dyskobolia       | 1999/2000 | 14    | 0    | 0               | 0               | –                   | –                   | 14      | 0       |
| Dyskobolia       | 2000/2001 | 26    | 2    | 2               | 0               | –                   | –                   | 28      | 0       |
| Dyskobolia       | 2001/2002 | –     | –    | –               | –               | 2                   | 0                   | 2       | 0       |
| Dyskobolia       | Łącznie   | 40    | 2    | 2               | 0               | 2                   | 0                   | 44      | 2       |
| Szachtar Donieck | 2001/2002 | 11    | 1    | 5               | 1               | 2                   | 0                   | 18      | 2       |
| Szachtar Donieck | 2002/2003 | 24    | 4    | 6               | 1               | 4                   | 1                   | 34      | 6       |
| Szachtar Donieck | 2003/2004 | 27    | 5    | 6               | 1               | 6                   | 1                   | 39      | 7       |
| Szachtar Donieck | 2004/2005 | 25    | 2    | 8               | 2               | 12                  | 0                   | 45      | 4       |
| Szachtar Donieck | 2005/2006 | 21    | 1    | 3               | 0               | 8                   | 0                   | 32      | 1       |
| Szachtar Donieck | 2006/2007 | 18    | 4    | 4               | 0               | 7                   | 0                   | 29      | 4       |
| Szachtar Donieck | 2007/2008 | 18    | 1    | 2               | 1               | 9                   | 0                   | 29      | 2       |
| Szachtar Donieck | 2008/2009 | 16    | 1    | 4               | 1               | 10                  | 0                   | 30      | 2       |
| Szachtar Donieck | 2009/2010 | 14    | 2    | 1               | 0               | 4                   | 0                   | 19      | 2       |
| Szachtar Donieck | Łącznie   | 174   | 21   | 39              | 7               | 62                  | 2                   | 275     | 30      |
| PFK Sewastopol   | 2010/2011 | 25    | 6    | 0               | 0               | –                   | –                   | 25      | 6       |
| PFK Sewastopol   | 2011/2012 | 7     | 2    | 0               | 0               | –                   | –                   | 7       | 2       |
| PFK Sewastopol   | 2012/2013 | 28    | 4    | 5               | 0               | –                   | –                   | 33      | 4       |
| PFK Sewastopol   | 2013/2014 | 16    | 2    | 0               | 0               | –                   | –                   | 16      | 2       |
| PFK Sewastopol   | Łącznie   | 76    | 14   | 5               | 0               | 0                   | 0                   | 81      | 14      |
| Łącznie          | Łącznie   | 326   | 38   | 48              | 7               | 64                  | 2                   | 438     | 46      |

## Kariera reprezentacyjna
W latach 2000–2001 Lewandowski był członkiem kadry młodzieżowej reprezentacji Polski U-21, w której rozegrał 18 meczów i zdobył 2 gole. W dorosłej reprezentacji Polski zadebiutował za kadencji selekcjonera Jerzego Engela, 10 lutego 2002 w wygranym 2:1 towarzyskim spotkaniu z Wyspami Owczymi rozegranym na Cyprze. Był to jego jedyny mecz w kadrze Engela i do reprezentacji wrócił po Mistrzostwach Świata 2002, gdy selekcjonerem został Zbigniew Boniek. Wystąpił w pięciu meczach eliminacji do Euro 2004, w tym w trzech, gdy reprezentację prowadził już Paweł Janas. Pierwszego gola w kadrze narodowej zdobył 16 listopada 2005 w zwycięskim 3:1 towarzyskim spotkaniu z reprezentacją Estonii, rozegranym w Ostrowcu Świętokrzyskim.

### MŚ 2006

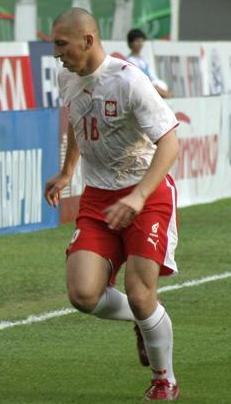
Lewandowski w czasie meczu reprezentacji w 2007 roku

W latach 2004–2005 Lewandowski uczestniczył z reprezentacją Polski w eliminacjach do Mistrzostw Świata w Niemczech. Wystąpił w dwóch pierwszych spotkaniach z Irlandią Północną (3:0) i Anglią (1:2), tworząc parę środkowych pomocników z Sebastianem Milą. W kolejnych meczach eliminacyjnych został jednak zastąpiony w pierwszym składzie przez Radosława Sobolewskiego. Do końca kwalifikacji Lewandowski wystąpił jeszcze tylko w jednym spotkaniu, przegranym w Manchesterze 1:2 z Anglią.
15 maja 2006 Lewandowski został powołany przez trenera Janasa do 23-osobowej kadry na mundial w Niemczech. Nie wystąpił w pierwszym meczu tego turnieju z Ekwadorem, ale zagrał we dwóch kolejnych grupowych spotkaniach „biało–czerwonych”: z Niemcami (0:1) oraz z Kostaryką (2:1). Reprezentacja Polski zajęła 3. miejsce w swojej grupie i odpadła z mistrzostw świata.

### Euro 2008
Po mundialu w Niemczech selekcjonerem reprezentacji Polski został Leo Beenhakker. Od czasu meczu z Serbią (1:1) w eliminacjach do Euro 2008 Lewandowski stał się podstawowym zawodnikiem drużyny narodowej. W meczu kwalifikacyjnym z Kazachstanem (1:0) w Ałmaty został zmieniony w 30. minucie przez Przemysława Kaźmierczaka. Manifestując wściekłość spowodowaną przedwczesną zmianą, nie podał ręki Kaźmierczakowi i zamiast na ławkę rezerwowych udał się do szatni. Po meczu Lewandowski przeprosił za swoje zachowanie:

Bardzo przepraszam wszystkich kibiców, zawodników i trenerów, że nie podałem ręki schodząc z boiska i poszedłem prosto do szatni. Byłem bardzo zdenerwowany, że musiałem zejść. Z trenerem na pewno to sobie wyjaśnimy. Wygraliśmy, mamy trzy punkty i na pewno cała ta sytuacja schodzi na dalszy plan

Pomimo tego incydentu Lewandowski wystąpił w kolejnym meczu kwalifikacji z Portugalią (2:1), a także w kolejnych spotkaniach eliminacyjnych. Polska po raz pierwszy w historii awansowała do mistrzostw Europy, a dorobek Lewandowskiego w eliminacjach do Euro 2008 to 12 meczów i 1 gol, zdobyty w rewanżowym meczu z Portugalią (2:2) w Lizbonie.
28 maja 2008 trener Beenhakker ogłosił kadrę Polski na Mistrzostwa Europy w Austrii i Szwajcarii, w której znalazł się Mariusz Lewandowski. Na mistrzostwach piłkarz był podstawowym zawodnikiem polskiej reprezentacji. Rozegrał 3 mecze: z Niemcami (0:2), z Austrią (1:1) i z Chorwacją (0:1), w tym dwa pierwsze w pełnym wymiarze czasowym. W 93. minucie meczu z Austrią przy stanie 1:0 dla Polski, sfaulował w polu karnym Sebastiana Prödla i sędzia Howard Webb podyktował rzut karny dla Austrii, który wykorzystał Ivica Vastić. Na turnieju tym Lewandowski występował w środku pomocy wraz z Dariuszem Dudką. Polska w grupie B zajęła ostatnie miejsce i odpadła z Euro 2008.

### Walka o MŚ 2010
Lewandowski był podstawowym zawodnikiem kadry walczącej o awans do Mistrzostw Świata w RPA. W meczu z San Marino (10:0) strzelił swojego piątego gola w kadrze narodowej. Pod koniec maja 2009 zrezygnował z udziału w sparingach reprezentacji w Republice Południowej Afryki z tamtejszą reprezentacją i z Irakiem, tłumacząc swoją decyzję powodami osobistymi i popadając tym samym w konflikt z selekcjonerem Leo Beenhakkerem. Po utracie szans na awans z grupy w przedostatnim meczu grupowym z Czechami, Lewandowski wypowiedział się o zbliżającym się spotkaniu ze Słowacją:

Jeśli chcą, byśmy zagrali z jeszcze większym charakterem, niż zamierzamy, niech dzwonią do naszej federacji i złożą jakąś ofertę. Może to będzie dodatkowy bodziec dla młodych piłkarzy?

### Przerwa w występach w kadrze i ponowne powołanie
Po nieudanych dla reprezentacji Polski eliminacjach do MŚ 2010, nowy selekcjoner kadry Franciszek Smuda dość niespodziewanie odsunął go od reprezentacji. W latach 2009–2013 nie otrzymywał powołań od reprezentacji, przez co ominął go m.in. udział na Euro 2012, gdzie Polska wraz z Ukrainą była współgospodarzem. Po czteroletniej przerwie, 27 września 2013 został ponownie powołany do kadry. Tym razem kolejny selekcjoner reprezentacji Waldemar Fornalik powołał go na październikowe, wyjazdowe mecze eliminacji Mistrzostw Świata w Brazylii z Ukrainą i Anglią. Wystąpił on w obydwu spotkaniach w podstawowym składzie.

### Mecze i gole w reprezentacji
Wykaz meczów i goli Mariusza Lewandowskiego w reprezentacji Polski:
| Mecze i gole w reprezentacji | Mecze i gole w reprezentacji | Mecze i gole w reprezentacji | Mecze i gole w reprezentacji | Mecze i gole w reprezentacji | Mecze i gole w reprezentacji | Mecze i gole w reprezentacji |
| #                            | Data                         | Miasto                       | Przeciwnik                   | Gol                          | Wynik                        | Rozgrywki                    |
| ---------------------------- | ---------------------------- | ---------------------------- | ---------------------------- | ---------------------------- | ---------------------------- | ---------------------------- |
| 1.                           | 10.02.2002                   | Limassol                     | Wyspy Owcze                  |                              | 2:1                          | towarzyski                   |
| 2.                           | 21.08.2002                   | Szczecin                     | Belgia                       |                              | 1:1                          | towarzyski                   |
| 3.                           | 07.09.2002                   | Serravalle                   | San Marino                   |                              | 2:0                          | el. Euro 2004                |
| 4.                           | 12.10.2002                   | Warszawa                     | Łotwa                        |                              | 0:1                          | el. Euro 2004                |
| 5.                           | 16.10.2002                   | Ostrowiec Świętokrzyski      | Nowa Zelandia                |                              | 2:0                          | towarzyski                   |
| 6.                           | 20.08.2003                   | Tallinn                      | Estonia                      |                              | 2:1                          | towarzyski                   |
| 7.                           | 06.09.2003                   | Ryga                         | Łotwa                        |                              | 2:0                          | el. Euro 2004                |
| 8.                           | 10.09.2003                   | Chorzów                      | Szwecja                      |                              | 0:2                          | el. Euro 2004                |
| 9.                           | 11.10.2003                   | Budapeszt                    | Węgry                        |                              | 2:1                          | el. Euro 2004                |
| 10.                          | 12.11.2003                   | Warszawa                     | Włochy                       |                              | 3:1                          | towarzyski                   |
| 11.                          | 16.11.2003                   | Płock                        | Serbia                       |                              | 4:3                          | towarzyski                   |
| 12.                          | 18.02.2004                   | San Fernando                 | Słowenia                     |                              | 2:0                          | towarzyski                   |
| 13.                          | 31.03.2004                   | Płock                        | Stany Zjednoczone            |                              | 0:1                          | towarzyski                   |
| 14.                          | 28.04.2004                   | Bydgoszcz                    | Irlandia                     |                              | 0:0                          | towarzyski                   |
| 15.                          | 05.06.2004                   | Sztokholm                    | Szwecja                      |                              | 1:3                          | towarzyski                   |
| 16.                          | 18.08.2004                   | Poznań                       | Dania                        |                              | 1:5                          | towarzyski                   |
| 17.                          | 04.09.2004                   | Belfast                      | Irlandia Północna            |                              | 3:0                          | el. MŚ 2006                  |
| 18.                          | 08.09.2004                   | Chorzów                      | Anglia                       |                              | 1:2                          | el. MŚ 2006                  |
| 19.                          | 15.08.2005                   | Kijów                        | Serbia                       |                              | 3:2                          | towarzyski                   |
| 20.                          | 17.08.2005                   | Kijów                        | Izrael                       |                              | 3:2                          | towarzyski                   |
| 21.                          | 07.10.2005                   | Warszawa                     | Islandia                     |                              | 3:2                          | towarzyski                   |
| 22.                          | 12.10.2005                   | Manchester                   | Anglia                       |                              | 1:2                          | el. MŚ 2006                  |
| 23.                          | 16.11.2005                   | Ostrowiec Świętokrzyski      | Estonia                      | Gol                          | 3:1                          | towarzyski                   |
| 24.                          | 02.05.2006                   | Bełchatów                    | Litwa                        |                              | 0:1                          | towarzyski                   |
| 25.                          | 03.06.2006                   | Wolfsburg                    | Chorwacja                    |                              | 1:0                          | towarzyski                   |
| 26.                          | 14.06.2006                   | Dortmund                     | Niemcy                       |                              | 0:1                          | MŚ 2006                      |
| 27.                          | 20.06.2006                   | Hanower                      | Kostaryka                    |                              | 2:1                          | MŚ 2006                      |
| 28.                          | 06.09.2006                   | Warszawa                     | Serbia                       |                              | 1:1                          | el. Euro 2008                |
| 29.                          | 07.10.2006                   | Ałmaty                       | Kazachstan                   |                              | 1:0                          | el. Euro 2008                |
| 30.                          | 11.10.2006                   | Chorzów                      | Portugalia                   |                              | 2:1                          | el. Euro 2008                |
| 31.                          | 07.02.2007                   | Jerez de la Frontera         | Słowacja                     |                              | 2:2                          | towarzyski                   |
| 32.                          | 24.03.2007                   | Warszawa                     | Azerbejdżan                  |                              | 5:0                          | el. Euro 2008                |
| 33.                          | 28.03.2007                   | Kielce                       | Armenia                      |                              | 1:0                          | el. Euro 2008                |
| 34.                          | 02.06.2007                   | Baku                         | Azerbejdżan                  |                              | 3:1                          | el. Euro 2008                |
| 35.                          | 06.06.2007                   | Erywań                       | Armenia                      |                              | 0:1                          | el. Euro 2008                |
| 36.                          | 22.08.2007                   | Moskwa                       | Rosja                        |                              | 2:2                          | towarzyski                   |
| 37.                          | 08.09.2007                   | Lizbona                      | Portugalia                   | Gol                          | 2:2                          | el. Euro 2008                |
| 38.                          | 12.09.2007                   | Helsinki                     | Finlandia                    |                              | 0:0                          | el. Euro 2008                |
| 39.                          | 13.10.2007                   | Warszawa                     | Kazachstan                   |                              | 3:1                          | el. Euro 2008                |
| 40.                          | 17.10.2007                   | Łódź                         | Węgry                        |                              | 0:1                          | towarzyski                   |
| 41.                          | 17.11.2007                   | Chorzów                      | Belgia                       |                              | 2:0                          | el. Euro 2008                |
| 42.                          | 21.11.2007                   | Belgrad                      | Serbia                       |                              | 2:2                          | el. Euro 2008                |
| 43.                          | 06.02.2008                   | Larnaka                      | Czechy                       | Gol                          | 2:0                          | towarzyski                   |
| 44.                          | 23.03.2008                   | Kraków                       | Stany Zjednoczone            |                              | 0:3                          | towarzyski                   |
| 45.                          | 26.05.2008                   | Reutlingen                   | Macedonia Północna           |                              | 1:1                          | towarzyski                   |
| 46.                          | 27.05.2008                   | Reutlingen                   | Albania                      |                              | 1:0                          | towarzyski                   |
| 47.                          | 01.06.2008                   | Chorzów                      | Dania                        |                              | 1:1                          | towarzyski                   |
| 48.                          | 08.06.2008                   | Klagenfurt                   | Niemcy                       |                              | 0:2                          | Euro 2008                    |
| 49.                          | 12.06.2008                   | Wiedeń                       | Austria                      |                              | 1:1                          | Euro 2008                    |
| 50.                          | 16.06.2008                   | Klagenfurt                   | Chorwacja                    |                              | 0:1                          | Euro 2008                    |
| 51.                          | 20.08.2008                   | Lwów                         | Ukraina                      |                              | 0:1                          | towarzyski                   |
| 52.                          | 06.09.2008                   | Wrocław                      | Słowenia                     |                              | 1:1                          | el. MŚ 2010                  |
| 53.                          | 10.09.2008                   | Serravalle                   | San Marino                   |                              | 2:0                          | el. MŚ 2010                  |
| 54.                          | 11.10.2008                   | Chorzów                      | Czechy                       |                              | 2:1                          | el. MŚ 2010                  |
| 55.                          | 15.10.2008                   | Bratysława                   | Słowacja                     |                              | 1:2                          | el. MŚ 2010                  |
| 56.                          | 19.11.2008                   | Dublin                       | Irlandia                     | Gol                          | 3:2                          | towarzyski                   |
| 57.                          | 11.02.2009                   | Vila Real de Santo António   | Walia                        |                              | 1:0                          | towarzyski                   |
| 58.                          | 28.03.2009                   | Belfast                      | Irlandia Północna            |                              | 2:3                          | el. MŚ 2010                  |
| 59.                          | 01.04.2009                   | Kielce                       | San Marino                   | Gol                          | 10:0                         | el. MŚ 2010                  |
| 60.                          | 12.08.2009                   | Bydgoszcz                    | Grecja                       |                              | 2:0                          | towarzyski                   |
| 61.                          | 05.09.2009                   | Chorzów                      | Irlandia Północna            |                              | 1:1                          | el. MŚ 2010                  |
| 62.                          | 09.09.2009                   | Maribor                      | Słowenia                     |                              | 0:3                          | el. MŚ 2010                  |
| 63.                          | 10.10.2009                   | Praga                        | Czechy                       |                              | 0:2                          | el. MŚ 2010                  |
| 64.                          | 14.10.2009                   | Chorzów                      | Słowacja                     |                              | 0:1                          | el. MŚ 2010                  |
| 65.                          | 11.10.2013                   | Charków                      | Ukraina                      |                              | 0:1                          | el. MŚ 2014                  |
| 66.                          | 15.10.2013                   | Londyn                       | Anglia                       |                              | 0:2                          | el. MŚ 2014                  |

## Styl gry i umiejętności
Zgodnie z opinią dziennikarza Rzeczpospolitej oraz informacjami podanymi na stronach internetowych TVN–u oraz UEFA Lewandowski na boisku był głównie odpowiedzialny za odbiór piłki, gdy rywale próbowali rozpocząć atak. Gracz prawonożny, miał silny strzał z dystansu. Potrafił przytrzymać i rozegrać piłkę, a jego warunki fizyczne (184 cm wzrostu), sprawiały, że dobrze grał w powietrzu.

## Sukcesy

### Sukcesy klubowe

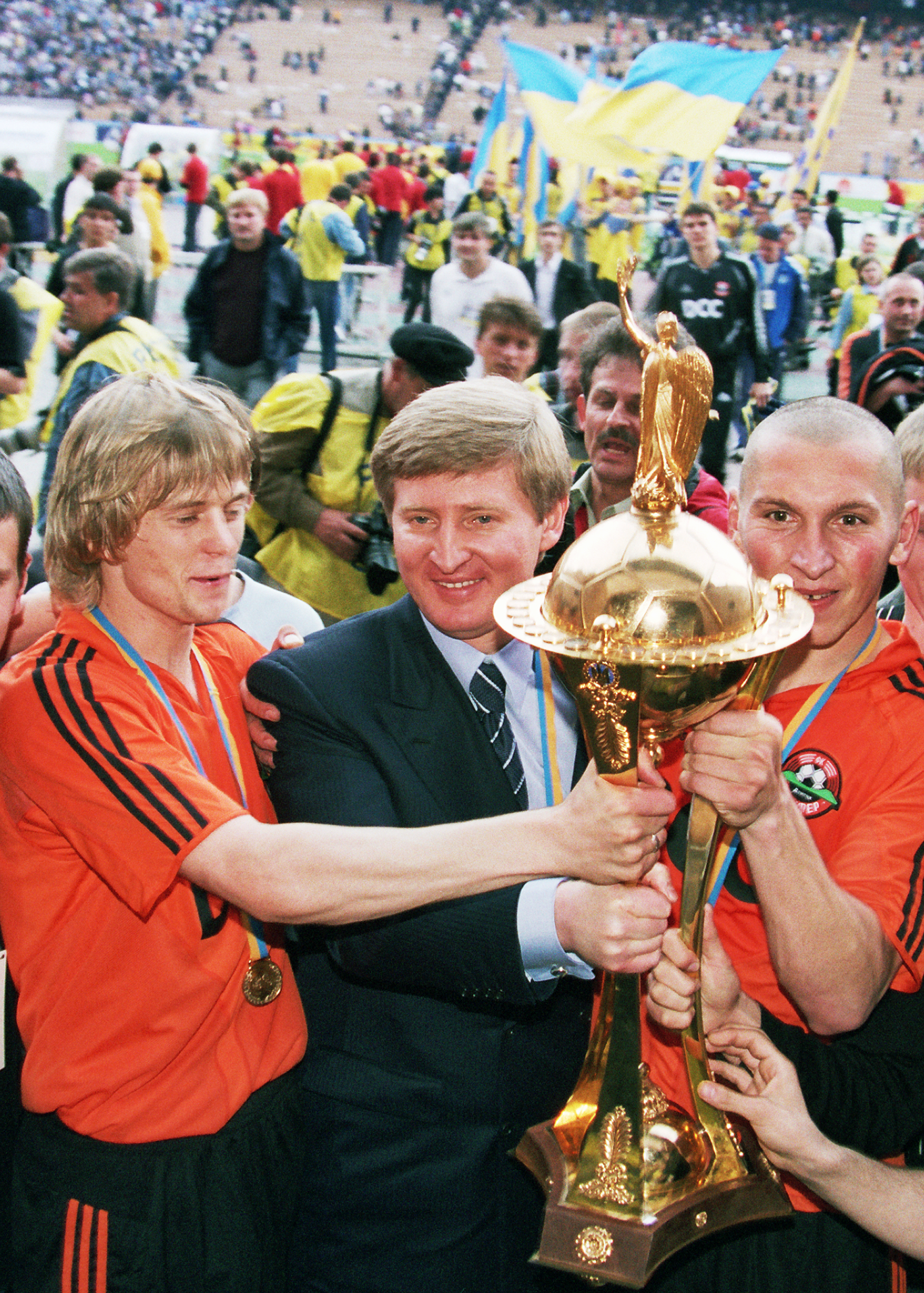
Anatolij Tymoszczuk, Rinat Achmetow i Lewandowski ze zdobytym Pucharem Ukrainy

- mistrz Ukrainy: 2002, 2005, 2006, 2008, 2010
- wicemistrz Ukrainy: 2003, 2004, 2007, 2009
- zdobywca Pucharu Ukrainy: 2002, 2004, 2008
- finalista Pucharu Ukrainy: 2003, 2007, 2009
- zdobywca Superpucharu Ukrainy: 2005, 2008
- finalista Superpucharu Ukrainy: 2004, 2006, 2007
- zdobywca Pucharu UEFA: 2009

### Sukcesy reprezentacyjne
- uczestnik turnieju finałowego Mistrzostw Świata: 2006
- uczestnik turnieju finałowego Mistrzostw Europy: 2008

### Sukcesy trenerskie
- 2020–2021: Wicemistrzostwo I Ligi i awans do Ekstraklasy z Bruk-Betem Termalicą Niecieczą

### Odznaczenia i wyróżnienia
- tytuł Zasłużonego Mistrza Sportu Ukrainy: 2009[67]
- Order „Za odwagę” III klasy: 2009[68].
- Piłkarz Roku 2009 Tygodnika Piłka Nożna[69]. (wybrany przez redakcję)
- Członek Klubu Wybitnego Reprezentanta[70]

## Życie prywatne
Jest synem Ireny i Michała; ma siostrę Barbarę. W 2002 wziął ślub z Martą, z domu Nocoń, którą poznał w aquaparku w Polkowicach, gdzie zawodnicy Groclinu przebywali na odnowach biologicznych. Z Martą ma trzech synów: Jakuba (ur. 2005), Natana (ur. 2008), Gabriela (ur. 2012).
Lewandowski ukończył szkołę zawodową jako mechanik samochodowy. Uczęszczał także do liceum handlowego, jednak nie zdołał pogodzić edukacji z futbolem.